# Andrea Heim
Andrea Heim   (Bergen auf Rügen, 11 de febrer de 1961) va ser una jugadora de voleibol alemanya que va competir sota bandera de la República Democràtica Alemanya.
El 1980 va prendre part en els Jocs Olímpics de Moscou, on guanyà la medalla de plata en la competició de voleibol. Al seu palmarès també destaca el Campionat d'Europa de voleibol de 1983.